# Hunsrücker Geschichtsverein
Der Hunsrücker Geschichtsverein wurde erstmals im November 1901 in Simmern gegründet. Nach wechselvollen Jahren, Zusammenschlüssen mit anderen Vereinen zur Volksbildung und Einstellung der Vereinstätigkeit in den Weltkriegen wurde der Verein 1958 unter dem alten Namen wiedergegründet. Maßgeblicher Promotor war der Simmerner Studienrat Ernst Siegel, Lehrer am Herzog-Johann-Gymnasium Simmern, der in den Folgejahren den Vorsitz führte.

## Aufgabenfelder
Die Aufgaben des Vereins werden in der ersten Ausgabe der Heimatblätter (1961) wie folgt beschrieben: „… die Liebe zur Hunsrücker Heimat zu wecken und zu vertiefen, die Geschichtskenntnisse auszubauen, die Heimatforschung anzuregen, zu unterstützen und zu fördern, die Sammlung von Archivalien, Funden, Quellen und Urkunden fortzusetzen und die Herausgabe von Schrifttum zu ermöglichen …“. Die Sammlungen im Hunsrück-Museum in Simmern gehen auf einen Sammlungsaufruf des frühen Geschichtsvereins zurück. Neben seinen Publikationen bietet der Verein Vortragsveranstaltungen und Exkursionen an.

## Sitz, Vorstand, Mitglieder
Der Sitz des Vereins ist Simmern/Hunsrück, den Vorstandsvorsitz hat seit 1982 der Sohn des vorherigen Vorsitzenden, Fritz Schellack, Sprendlingen inne. Er ist zugleich Leiter des Hunsrückmuseums im Schloss Simmern. Der Verein hatte im Jahr 2006 über 600 Einzelmitglieder, hinzu kommen Gemeinden, Institute und Bibliotheken.

## Publikationen
Die wichtigste Publikation ist die Herausgabe der Hunsrücker Heimatblätter, die seit 1961 in über 140 Ausgaben, meist mehrmals im Jahr erschienen sind. Redaktionsleiter war seit 1961: Gustav Schellack, der auch von 1963 bis 1982 Vorsitzender war. Bis 2017 leitete Wolfgang Heinemann, Simmern, die Redaktion der Heimatblätter.
Darüber hinaus gibt der Verein eine Schriftenreihe heraus, die bisher über 40 Monographien umfasst.